# Gens Cornèlia
La gens Cornèlia (llatí: Cornelia gens) va ser una gens romana, patrícia i plebea, una de les més distingides, que va produir un gran nombre d'homes il·lustres. El primer Corneli amb el càrrec de cònsol va ser Servi Corneli Cos Maluginense, l'any 485 aC.
Molts membres d'aquesta gens van ser magistrats durant la república i van optar pel consolat, sobretot els de les branques dels Fabii i dels Valerii des del segle iii aC. També va haver-hi destacats escriptors i historiadors com el famós Tàcit.

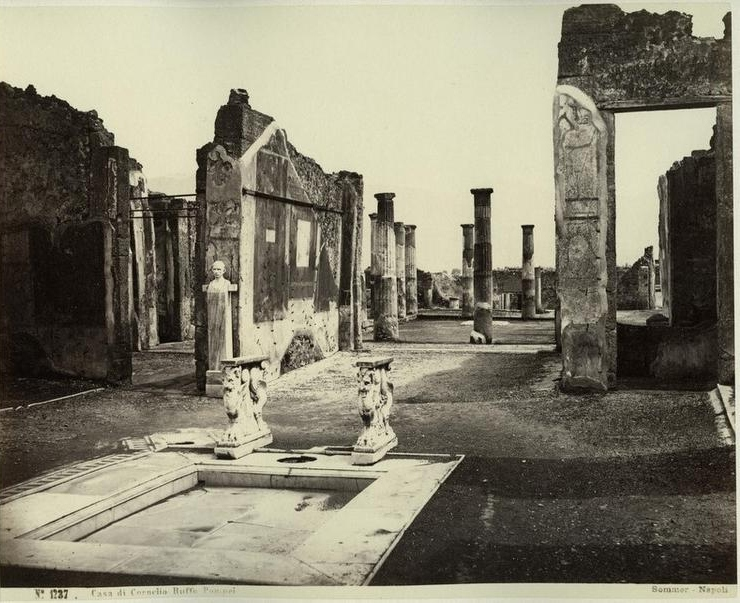
Casa de Cornelius Rufus, a Pompeia

## Orígens
Es desconeix amb certesa quin va ser l'origen de la gens, però es creu que podria derivar d'un hipotètic cognomen Corneus, ("fet de banyes"), potser perquè tindria la pell gruixuda com el material amb què estan fetes les banyes. També devia existir el diminutiu Corneolus i, de la barreja de les dues paraules, va sorgir Cornelius.
Una altra possibilitat és que la paraula estigui relacionada amb l'agnomen Cossus, emprat per la branca més antiga d'aquesta gens. Cossus podia ser un arcaic praenomen usat pels avantpassats dels Cornelii, però que més tard va passar a ser un cognomen de la família. Un exemple semblant es troba en la gens Fúria, que originalment es deia Fusia, paraula que deriva de Fusus. Aquella gens va fer servir més endavant Fusus com a cognomen, de la mateixa manera com els Cornelii van fer amb Cossus. Molt de temps després, aquesta branca de la família es va extingir i Cossus el van fer servir com a praenomen alguns dels darrers Cornelii.

## Praenominausats per la gens Cornèlia
Els Cornelii van fer servir una gran varietat de praenomina, tot i que algunes branques van usar alguns noms amb preferència. Els més comuns a totes les branques van ser: Servius (abreujat: Ser.), Lucius (L.), Publius (P.), Gnaeus (Cn.), i Marcus (M.). Aulus (A.) va ser preferit per la branca dels Cornelii Cossi. Gaius (C.) va ser preferit per dues branques: els Cornelii Cethegi i els Lentuli. El praenomen Tiberius (Ti.) només està present una vegada entre els Lentuli, els quals més endavant, reviurien l'antic cognomen Cossus emprat-lo com a praenomen.
Al segle i aC, el dictador Luci Corneli Sul·la va posar de nom als seus fills bessons Faustus (F.) i Fausta, revivint un antic praenomen que farien servir amb regularitat els seus descendents en els següents dos-cents anys. Van ser l'única família patrícia que va fer servir el praenomen Faustus. A la filla menor de Sul·la li van posar de nom Postuma i no hi ha més registres que provin que aquest nom es tornés a fer servir.

## Branques de la gens Cornèlia
Van haver branques entre les famílies patrícies i entre les plebees. Els cognomina dels patricis van ser: Arvina, Blasio, Cethegus, Cinna, Cossus, Dolabella, Lentulus, Maluginensis, Mammula, Merenda, Merula, Rufinus, Scapula, Scipio, Sisenna, i Sulla.
Els cognomina dels plebeus van ser: Balbus i Gallus, i també es troben alguns cognomina portats per lliberts com ara Chrysogonus, Culleolus, Phagita, etc. Als escrits antics es fa menció alguns plebeus dels Cornelii sense cap cognomen que identifiqui a quina branca pertanyien. En l'època imperial el nombre dels Cornelis va incrementar considerablement.
Cossus i Maluginensis devien ser originalment una sola família, ja que sovint els seus cognoms es troben junts, com per exemple en Servius Cornelius Cossus Maluginensis, el cònsol del 485 aC. Amb els anys van esdevenir branques separades. Entre els Cossi hi van haver molts homes il·lustres, que van viure els segles IV i V aC i després van desaparèixer dels llibres d'història. El darrer cònsol va portar l'agnomen Arvina. El darrer dels Maluginenses que va portar el títol de cònsol va ser l'any 367 aC.
Els membres destacats d'aquestes branques són:

### Cornelii Maluginenses
Per informació sobre les abreviacions: c. n. f. vegeu: filiació.

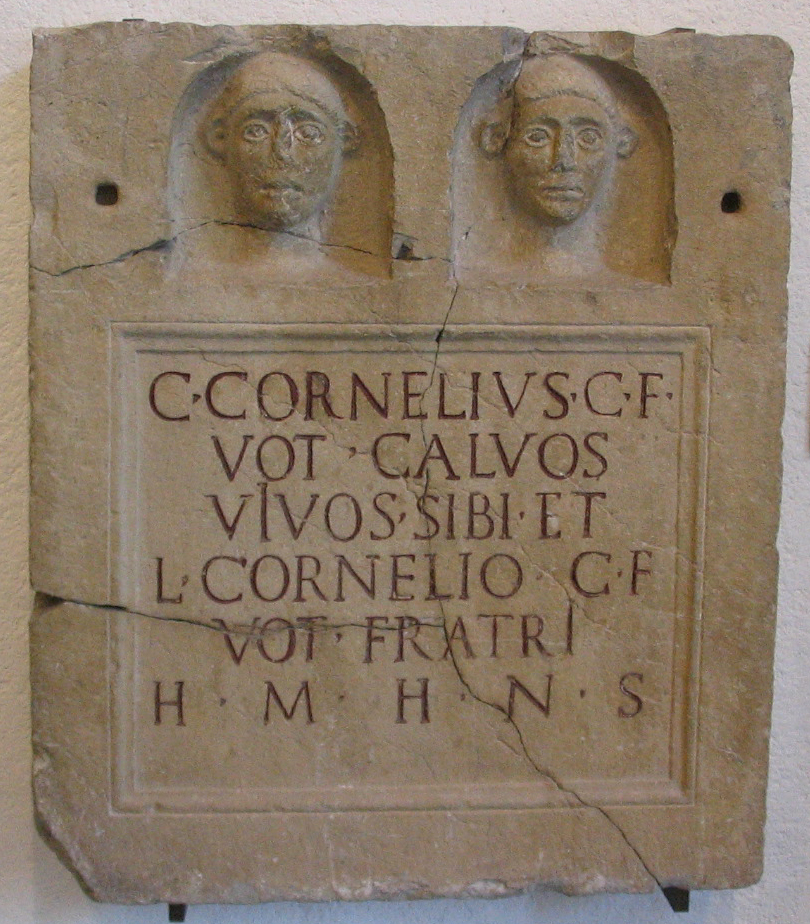
Làpida de la tomba dels germans Gai i Luci Corneli, fills de Gai

- Servius Cornelius P. f. Cossus Maluginensis, cònsol el 485 aC i també flamen quirinalis.
- Lucius Cornelius Ser. f. P. n. Maluginensis, cònsol el 459 aC.
- Marcus Cornelius L. f. Ser. n. Maluginensis, membre del segon decemvirat el 450 aC.[4][5]
- Marcus Cornelius M. f. Maluginensis, cònsol el 436 aC.
- Publius Cornelius M. f. M. n. Maluginensis, tribú amb potestat consular el 404 aC.
- Publius Cornelius P. f. M. n. Maluginensis, tribú amb potestat consular el 397 aC, el 390 aC, i magister equitum el 396 aC.
- Publius Cornelius Maluginensis Cossus, tribú amb potestat consular el 395, i cònsol el 393 aC.
- Marcus Cornelius P. f. P. n. Maluginensis, censor el 393 aC.
- Servius Cornelius P. f. M. n. Maluginensis, tribú amb potestat consula el 386, 384, 382, 380, 376, 370, and 368 BC.[6][7]
- Marcus Cornelius Maluginensis, tribunus militum consulari potestate el 369 aC i el 367 aC.[8]
- Servius Cornelius Ser. f. M. n. Maluginensis, magister equitum el 361 aC.

### Cornelii Cossi
Personatges històrics:
- Servius Cornelius P. f. Cossus Maluginensis, cònsol el 485 aC.
- Servius Cornelius M. f. L. n. Cossus, tribunus militum consulari potestate el 434 aC.[9][10]
- Aulus Cornelius M. f. L. n. Cossus, cònsol el 428 i tribunus militum consulari potestate el 426 aC, va matar a Lars Tolumnius, rei dels Veïs.
- Publius Cornelius A. f. P. n. Cossus, tribunus militum consulari potestate el 415 aC.[11][12]
- Gnaeus Cornelius A. f. M. n. Cossus, tribunus militum consulari potestate el 415 aC i cònsol el 409 aC.
- Aulus Cornelius A. f. M. n. Cossus, cònsol el 413 aC.
- Publius Cornelius A. f. M. n. Cossus, tribunus militum consulari potestate el 408 aC.[13][14]
- Publius Cornelius M. f. L. n. Rutilus Cossus, dictador l'any 408 aC i tribunus militum consulari potestate el 406 aC.
- Gnaeus Cornelius P. f. A. n. Cossus, tribunus militum consulari potestate el 406 aC, el 404 aC i el 401 aC.
- Publius Cornelius Maluginensis Cossus, tribunus militum consulari potestate el 395 aC i cònsol el 393 aC.
- Aulus Cornelius Cossus, dictador el 385 aC.
- Aulus Cornelius Cossus, tribunus militum consulari potestate el 369 aC i el 367 aC.[8]
- Aulus Cornelius P. f. A. n. Cossus Arvina, cònsol el 343 aC, el 332 aC i dictador el 322 aC.
- Publius Cornelius A. f. P. n. Arvina, cònsol el 306 aC, també el 288 aC i censor el 294 aC.

### Cornelii Scipiones
Aquesta branca de la gens Cornèlia es va iniciar a començaments del segle iv aC, amb Publi Corneli Escipió, del qui es diu que va ser magister equitum del dictador Marc Furi Camil el 396 aC. Als Fasti Capitolini, on està el llistat de magistrats, se'l pot identificar com Publius Cornelius Maluginensis, fet que indica que els Escipions va ser un cognomen adquirit i que eren una subbranca dels Maluginenses.
La paraula Scipio es podria traduir per "bastó, gaiata" i li van posar de sobrenom a un Corneli que tenia el pare cec i preferia recolzar-se sobre el seu fill abans que agafar un bastó. Després el nom va passar als descendents. Es diu que els homes d'aquesta família van fer Roma gran. Alguns van portar un agnomen acompanyat el seu nom que era un record de les seves proeses: Africanus, Asiaticus, Asina, Barbatus, Calvus, Hispallus, Nasica i Serapio. Units al cognomen Orfitus, van ser una de les famílies més prominents fins al segle ii.
Els membres més destacats són:
- Publius Cornelius P. f. M. n. Maluginensis Scipio, magister equitum el 396 aC i tribunus militum consulari potestate el 395 aC i també el 394 aC.[17]
- Publius Cornelius P.f. Scipio, un dels dos primers edils curuls nomenats l'any 366 aC, magister equitum el 350.
- Lucius Cornelius P.f. Scipio, cònsol el 350 aC.
- Publius Cornelius Scipio Scapula, cònsol el 328 aC i dictador el 306 aC.[17][18]
- Gnaeus Cornelius Scipio, pare del cònsol del 298 aC.
- Lucius Cornelius Cn. f. Scipio Barbatus, cònsol el 298 aC i censor el 280 aC.
- Gnaeus Cornelius L. f. Cn. n. Scipio Asina, cònsol el 260 aC i el 254 aC, durant la Primera Guerra Púnica.
- Lucius Cornelius L. f. Cn. n. Scipio, cònsol el 259 aC, censor el 258 aC, va guanyar per l'imperi les terres de Sardenya i Còrsega.
- Publius Cornelius Cn.f. L. n. Scipio Asina, cònsol el 221 aC.
- Gnaeus Cornelius L. f. L. n. Scipio Calvus, cònsol el 222 aC, mort a Hispània, 211.[19]
- Publius Cornelius L. f. L. n., cònsol el 218 aC, mort a Hispània el 211.
- Lucius Cornelius L. f. L. n. Scipio, germà dels dos anteriors.
- Publius Cornelius P. f. L. n. Scipio Africanus, va derrotar Hanníbal; cònsol el 205 aC, el 194 aC, i censor el 199; Princeps Senatus.Publi Corneli Escipió Africà Major, famós per derrotat Hanníbal.

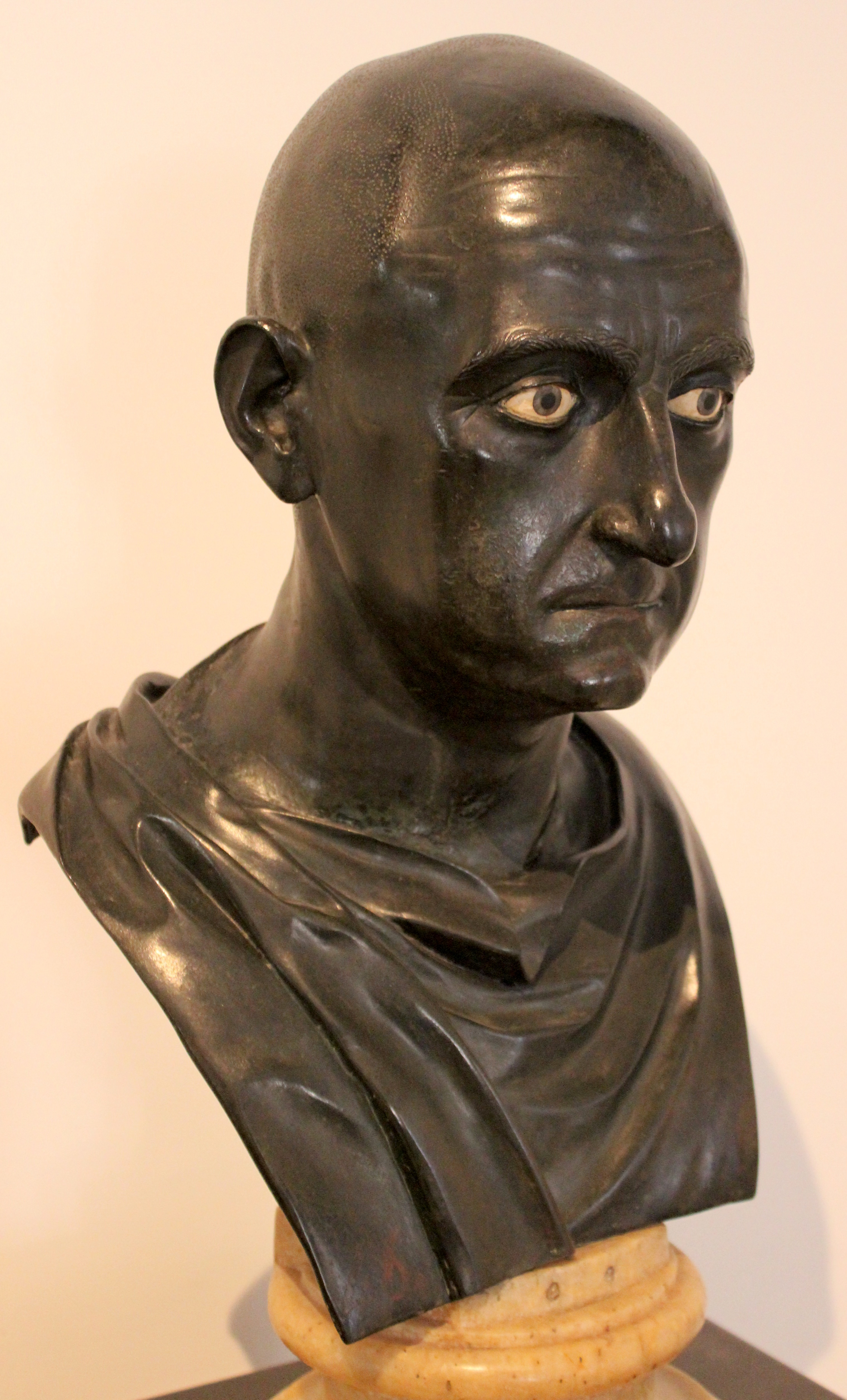
Publi Corneli Escipió Africà Major, famós per derrotat Hanníbal.

- Publius Cornelius Cn. f. L. n. Scipio Nasica, cònsol el 191 aC.
- Lucius Cornelius P. f. L. n. Scipio Asiaticus, cònsol el 190 aC. Va derrotar Antíoc III el 189 aC.
- Publius Cornelius P. f. L. n. Scipio Africanus, escollit àugur el 180 aC i Flamen Dialis.
- Lucius Cornelius P. f. L. n. Scipio Africanus, praetor peregrinus el 174 aC, expulsat del senat pels censors.
- Cornelia P. f. L. n., esposa de Publius Cornelius Scipio Nasica Corculum.
- Cornelia P. f. L. n. Africana, esposa de Tiberi Semproni Grac.
- Gnaeus Cornelius L. f. L. n. Scipio Hispallus, cònsol l 176 aC.[20]
- Lucius Cornelius L. f. L. n. Scipio Asiaticus, qüestor el 167 aC.
- Publius Cornelius P. f. Cn. n. Scipio Nasica Corculum, cònsol el 162 aC també el 155 aC i censor el 159; Princeps Senatus.
- Publius Cornelius P. f. P. n. Scipio Aemilianus Africanus Minor, cònsol el 147 aC, el 134 aC i censor el 142 aC.
- Gnaeus Cornelius Cn. f. L. n. Scipio Hispanus, pretor el 139 aC.
- Publius Cornelius P. f. P. n. Scipio Nasica Serapio, cònsol el 138 aC.
- Publius Cornelius P. f. P. n. Scipio Nasica, cònsol el 111 aC.
- Gnaeus Cornelius Cn. f. Cn. n. Scipio Hispallus, el senat va revocar la seva decisió d'enviar-lo a una província d'Hispània,[21] cònsol el 171 aC.[22]
- Lucius Cornelius L. f. L. n. Scipio Asiaticus, pare de Luci Corneli Escipió Asiàtic (cònsol 83 aC)[1]
- Publius Cornelius P. f. P. n. Scipio Nasica, pretor el 94 aC.
- Lucius Cornelius L. f. L. n. Scipio Asiaticus, cònsol el 83 aC.[23]
- Lucius Cornelius L. f. L. n. Scipio Asiaticus Aemilianus, el fill gran de M. Aemilius Lepidus, adoptat pel cònsol del 83 aC.[23]
- Publius Cornelius P. n. Scipio Nasica, adoptat i també anomenat Quintus Caecilius Metellus Pius Scipio Nasica, cònsol el 52 aC.
- Cornelia P. f. Metella, filla del cònsol Quint Cecili Metel Pius Escipió; casada amb Publi Licini Cras Dives (llegat) i després d'enviduar amb Gneu Pompeu.
- Publius Cornelius Scipio, el primer marit d'Escribònia.
- Cornelia P. f., filla de Publius Cornelius Scipio Salvito, i fillastra d'August; casada primer amb Sextus Julius Caesar, i després de la sev mort amb Lucius Aemilius Lepidus Paullus.[24]
- Publius Cornelius Scipio Salvito, company de Juli Cèsar en la seva campanya africana, el 46 aC.[25][26][27][28]
- Publius Cornelius P. f. Scipio, cònsol el 16 aC.[29]
- Cornelia P. f., asada amb Paullus Aemilius Lepidus, cònsol suffectus el 34 aC.
- Cornelius (P. f.) Scipio, llegat de Quint Juni Bles, procònsol d'Àfrica l'any 22.[30]
- P. Cornelius Lentulus Scipio, cònsol suffectus l'any 2.
- Servius Cornelius Orfitus, cònsol l'any 51.[31][32]
- Publius Cornelius (P. n.) Scipio, cònsol l'any 56.[33][34]
- Cornelius Scipio Orfitus, cònsol suffectus l'any 101.[1]
- Servius Scipio Orfitus, cònsol l'any 149.[1][35]

### Cornelii Lentuli
Els Lentuli van ser una de les branques més importants de la gens Cornèlia, tant era així que Ciceró feia servir l'expressió Appietas et Lentulitas per referir-se a les qualitats dels membres destacats del partit patrici. Quan es troba el cognom Lentulus portat per plebeus (en els llistats de tribuns de la plebs), es tracta sens dubte de descendents de lliberts que van pertànyer a aquesta branca. Es deia que la paraula Lentulus derivava de lens (el llegum anomenat llentilla), de la mateixa manera que la paraula Ciceró derivava de cicer («cigró»). Però també cal tenir en compte que potser tingués relació amb l'adjectiu lentulus («lent»).
El cognom Lentulus apareix per primera vegada en la història durant l'època del saqueig de Roma per part dels gals, a començaments del segle iv aC i està entre els personatges destacats fins al segle i. Al seu cognom van afegir algun agnomen com ara: Caudinus, Clodianus, Crus, Gaetulicus, Lupus, Maluginensis, Marcellinus, Niger, Rufinus, Scipio, Spinther i Sura.
Els membres més destacats són:
- Lucius Cornelius Lentulus, segons el seu fill fou l'únic senador qui va votar en contra de donar pagament a Brennus i als gals perquè abandonessin Roma el 389 aC.[38]
- Lucius Cornelius L. f. Lentulus, cònsol el 327 aC i dictador el 320 aC.
- Servius Cornelius Cn. f. Cn. n. Lentulus, cònsol el 303 aC.[39]
- Tiberius Cornelius Ser. f. Cn. n. Lentulus, fill del cònsol del 303 aC.[1]
- Lucius Cornelius Ti. f. Ser. n. Lentulus Caudinus, cònsol el 275 aC.
- Lucius Cornelius L.f. Ti. n. Lentulus Caudinus, cònsol el 237 aC.
- Publius Cornelius L.f. Ti. n. Lentulus Caudinus, cònsol el 236 aC.
- Lucius Cornelius L. f. L. n. Lentulus Caudinus, edil curul el 209 aC.[40]
- Publius Cornelius P. f. L. n. Lentulus, pretor el 214 aC.
- Servius Cornelius Lentulus, edil curul el 207 aC i tribunus militum a Hispània el 205.[41]
- Publius Cornelius L. f. L. n. Lentulus Caudinus, pretor el 204 aC.
- Gnaeus Cornelius L. f. L. n. Lentulus, cònsol el 201 aC.
- Lucius Cornelius L. f. L. n. Lentulus, cònsol el 199 aC.
- Gaius Cornelius Lentulus, triumvir per l'establiment d'una nova colònia el 199 aC.[42]
- Servius Cornelius Ser. f. Lentulus, ambaixador enviat a Grècia el 171 aC, i pretor a Sicília el 169.[43]
- Publius Cornelius Ser. f. Lentulus, germà del pretor de l'any 169, també ambaixador enviat a Grècia el 171 aC.[44]
- Cornelius Lentulus, pretor a Sicília, derrotat cap al 134 aC, durant la Primera Guerra Servil.[45]
- Publius Cornelius P. f. L. n. Lentulus, pare de Publius Cornelius Lentulus Sura, cònsol el 71 aC.[46]
- Publius Cornelius L. f. Lentulus, pare de Publi Corneli Lèntul Espinter (cònsol).[1]
- Gnaeus Cornelius Lentulus, cònsol el 97 aC.
- Gnaeus Cornelius Lentulus Clodianus, cònsol el 72 i censor el 70 aC.
- Publius Cornelius P. f. P. n. Lentulus Sura, cònsol el 71 aC, després un dels conspiradors de Catilina.
- Publius Cornelius P. f. L. n. Lentulus Spinther, cònsol el 57 aC.
- Publius Cornelius P. f. P. n. Lentulus Spinther, del partit de Gneu Pompeu i més endavant un dels conspiradors contra Juli Cèsar.
- Publius Cornelius Lentulus Marcellinus, fill de Marc Claudi Marcel (militar), fou adoptat per un dels Cornelii Lentuli. Va estar d'ajudant de Pompeu durant la guerra contra els pirates el 67 aC i fou un gran orador.[47][48][49]
- Gnaeus Cornelius Lentulus Cn. f. Clodianus, militar enviat a vigilar els moviments dels Helvetii el 60 aC.
- Gnaeus Cornelius P. f. Lentulus Marcellinus, cònsol el 56 aC.
- Gnaeus Cornelius Lentulus Vatia, esmentat per Ciceró el 56 aC.[50]
- Lucius Cornelius Lentulus Niger, Flamen Martialis, el 56 aC.
- Lucius Cornelius L. f. Lentulus, Flamen Martialis el 20 aC.
- Lucius Cornelius Lentulus Crus, cònsol el 49 aC, del partit de Gneu Pompeu Magne.
- (Publius) Cornelius Cn. f. P. n. Lentullus Marcellinus, qüestor a l'exèrcit de Juli Cèsar durant la guerra civil; va ser derrotat per Pompeu a Dirràquium, però va ser rescatat després per Marc Antoni.[51][52]
- Cornelius Lentulus Cruscellio, proscrit pel triumvir el 43 aC.[53][54]
- Lucius Cornelius Lentulus, cònsol suffectus el 38 aC.
- Gnaeus Cornelius L. f. Lentulus, cònsol el 18 aC.[55]
- Publius Cornelius Lentulus P. f. (Cn. n.) Marcellinus, cònsol el 18 aC.[56][55]
- Gnaeus Cornelius Cn. f. Lentulus Augur, cònsol el 14 aC.
- Lucius Cornelius L. f. Lentulus, cònsol el 3 aC.[57][58]
- Cornelia (L. f.), esposa de Luci Volusi Saturní (cònsol sufecte any 3).
- Cossus Cornelius Cn. f. (Cn. n.) Lentulus Gaetulicus, cònsol de l'any 1 aC.
- P. Cornelius Lentulus Scipio, cònsol suffectus de l'any 2.
- Cossus Cornelius Cossi f. Cn. n. Lentulus, cònsol de l'any 25.
- Gnaeus Cornelius Cossi f. Cn. n. Lentulus Gaetulicus, cònsol l'any 26.[59]
- Cossus Cornelius (Cossi f. Cn. n.) Lentulus, cònsol l'any 60.[60][61]
- Cornelius Lentulus, un actor i escriptor de pantomimes.[1]

### Cornelii RufiniiSullae
La branca dels Cornelii Rufini es va iniciar en la segona meitat del segle iv aC amb Publius Cornelius Rufinus, dictador l'any 334 aC. Del sobrenom Rufinus («rogenc»), es pot deduir que li van posar per ser pèl-roig. Un descendent d'aquesta família va ser el primer a portar el cognomen Sulla, i això va passar durant la Segona Guerra Púnica. Probablement es tracta d'un diminutiu de Sura, un cognomen present en diverses gentes entre les quals hi ha la Cornelii Lentuli. Plutarc pensava erròniament que el dictador Sul·la havia estat el primer a portar aquest cognom i que era degut al fet que tenia el cutis de pell clara amb pigues rogenques. Macrobi, en canvi, pensava que es tractava d'una paraula derivada de Sibylla, proposta etimològica que va rebutjar Quintilià. Molts homes de cognom Sulla van ocupar alts carres en l'època imperial i alguns van portar a més l'agnomen Felix.
La següent llista inclou els personatges més destacats de la branca:
- Publius Cornelius Rufinus, dictador el 334 aC.
- Gnaeus Cornelius Rufinus, fill de l'anterior.
- Publius Cornelius Cn. f. P. n. Rufinus, net del dictador del 334 aC. Fou cònsol el 290 aC, el 277 aC i dictador el 280 aC.[64]
- Lucius Cornelius Rufinus Sulla, Flamen Dialis c.250 aC. El primer a portar el cognomen Sulla.[65]
- Publius Cornelius Sulla, besavi del dictador. Fou flamen dialis, pretor urbà i peregrí el 212 aC. Va organitzar els primers Ludi Apollinares.[66]
- Publius Cornelius P. f. Sulla, pretor el 186 aC, va tenir la província de Sicília al seu càrrec.[67]
- Servius Cornelius P. f. Sulla, pretor el 175 aC, li van conferir Serdenya.[68] va ser enviat a Macedònia l'any 167 aC com a assistent de Luci Aemili Paul·le.[69]
- Lucius Cornelius P. f. P. n. Sulla, fill del pretor del 186 aC i pare del dictador Lucius Cornelius Sulla Felix.[70]
- Lucius Cornelius L. f. P. n. Sulla Felix (138-78 aC.), pretor urbà el 93 aC,[71] cònsol el 88 i el 80, i dictator rei publicae constituendae causa 82/81-81 aC.Luci Corneli Sul·la, dictador

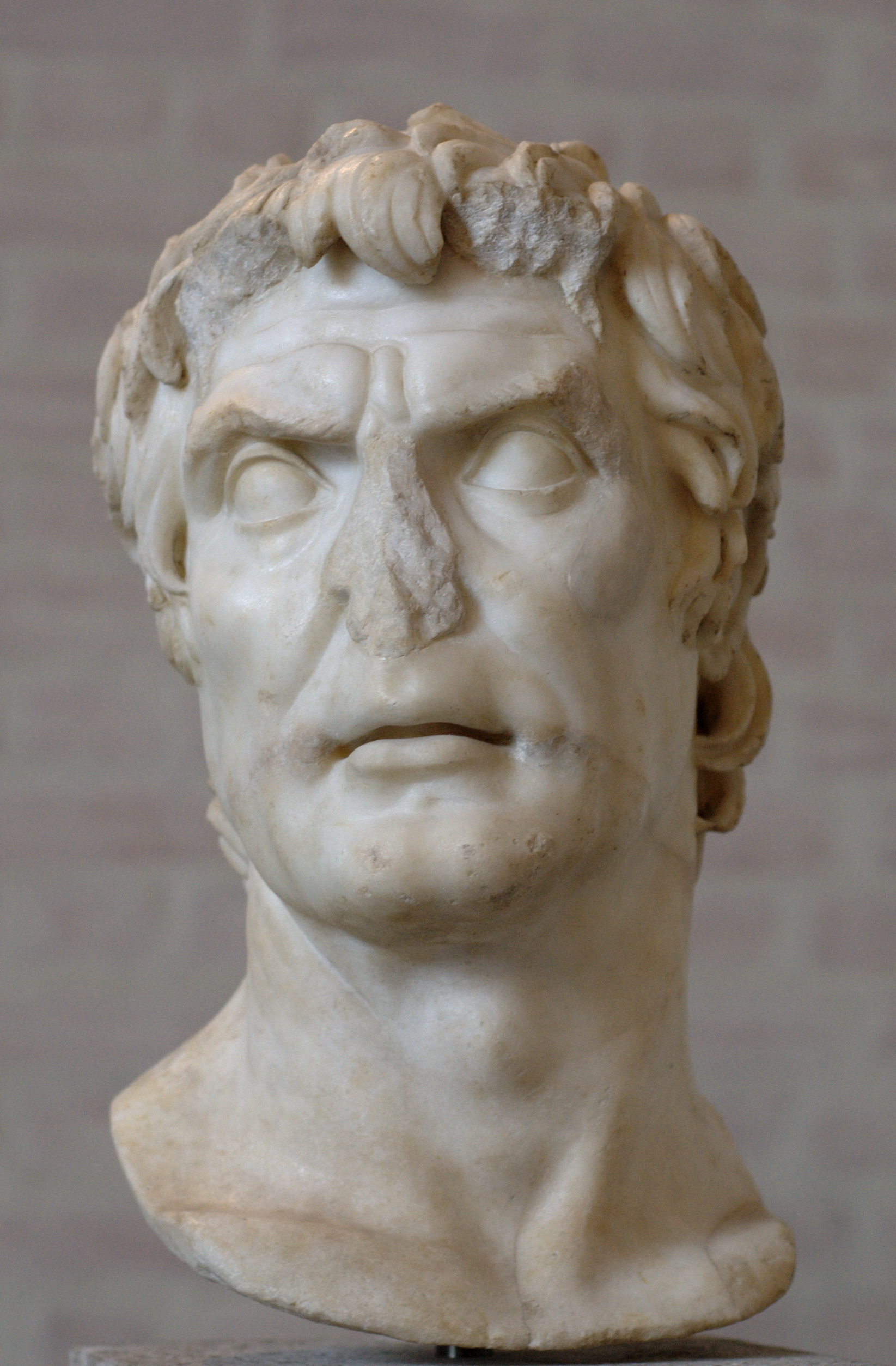
Luci Corneli Sul·la, dictador

- Servius Cornelius L. f. P. n. Sulla, germà del dictador.[72][73]
- Cornelia L. f. L. n., filla del dictador i de la seva primera esposa, Ilia; casada en primeres núpcies amb Quint Pompeu Ruf i després amb Mamerc Emili Lèpid Livià.
- Cornelius L. f. L. n. Sulla, fill del dictator i de la seva quarta esposa Cecília Metel·la, mort en vida del seu pare.[74][75]
- Faustus Cornelius L. f. L. n. Sulla, qüestor el 54 aC, i després del partit de Gneu Pompeu Magne.
- Fausta Cornelia L. f. L. n., germana bessona de Faust Corneli Sul·la (qüestor).
- Postuma Cornelia L. f. L. n., filla del dictador i de la seva primera esposa Valèria.
- Publius Cornelius Ser. f. L. n., nebot del dictador, escollit cònsol el 66 aC, però desqualificat després.
- Servius Cornelius Ser. f. L. n. Sulla, nebot del dictador, el qual va prendre part en la conspiració de Catilina.[76][77]
- Publius Cornelius P. f. Ser. n. Sulla, net del cònsol del 66 aC i pare de Luci Corneli Sul·la, cònsol de l'any 5 aC.[78]
- Lucius Cornelius P. f. P. n. Sulla, cònsol de l'any 5 aC.[79][80]
- Lucius Cornelius L. f. P. n. Sulla Felix, fill de l'anterior i cònsol l'any 33.[81][82]
- Lucius Cornelius L. f. L. n. Sulla, fill de l'anterior i cònsol suffectus l'any 52.[46]
- Faustus Cornelius Sulla Felix Barbatullus, cònsol l'any 60.
- Faustus Cornelius Sulla Felix, cònsol l'any 52, Neró el va matar l'any 63.
- Numerius Cornelius Sulla Felix Faustullus Barbatullus, cònsol l'any 150.
- Cornelius Sulla, governador de Capadòcia, mort per Elagàbal.[83]
- Salcus Cornelius Sulla Felix Faustullus Barbatullus Mactator, cònsol l'any 241.
- Potitus Cornelius Sulla Felix Messalla, cònsol l'any 312.

### Cornelii Dolabellae
La branca dels Dolabellae van començar a destacar a començaments del segle iii aC i van continuar així fins a la segona meitat del segle i.
Membres històrics:
- Publius Cornelius Dolabella Maximus, cònsol el 283 aC.
- Marcus Cornelius Dolabella, pretor a Sicília el 211 aC
- Gnaeus Cornelius Dolabella, rex sacrorum en substitució de Marc Marci el 208 aC, i va continuar en el càrrec fins a la seva mort l'any 180.[84]
- Lucius Cornelius Dolabella, duumvir navalis el 180 aC.
- Gnaeus Cornelius Cn. f. Cn. n. Dolabella, cònsol el 159 aC.
- Gnaeus Cornelius Cn. f. Cn. n. Dolabella, mort l'any 100 aC, juntament amb el tribú Lucius Appuleius Saturninus.[1]
- Gnaeus Cornelius Cn. f. Cn. n. Dolabella, cònsol el 81 aC.
- Gnaeus Cornelius Dolabella, pretor urbà el 81 aC, còmplice de Verres.
- Publius Cornelius Dolabella, pretor urbà el 67 a i més tard procònsol d'Àsia.[85][86]
- Publius Cornelius Dolabella, cònsol suffectus el 44 aC, gendre de Ciceró.
- Publius Cornelius P. f. Dolabella, cònsol de l'any 10.
- Publius Cornelius P. f. P. n. Dolabella, procònsol d'Àfrica l'any 23 i 24, conqueridor de Tacfarinas.
- Cornelius Dolabella, mort per Aulus Vitellius l'any 69.[87]
- Servius Cornelius Dolabella Petronianus, cònsol l'any 86.[1]

### Cornelii Blasiones
La branca dels Cornelii Blasiones van destacar durant un segle, des de començaments del segle iii aC.
Personatges històrics:
- Gnaeus Cornelius L. f. Cn. n. Blasio, cònsol el 270 aC i també el 257 aC, censor el 265 aC.
- Gnaeus Cornelius Blasio, pretor a Sicília el 194 aC.[88]
- Publius Cornelius Blasio, ambaixador amb els carns, istris i iapids el 170 aC, i enviat especial el 168.[89]

### Cornelii Cethegi
Les referències sobre la branca dels Cethegi comencen a partir de la segona meitat del segle iii aC i van destacar fins al segle v. Horaci els va descriure com cinctuti Cethegi, pel costum d'aquests homes d'anar amb els braços nus, seguint la moda antiga.
Personatges històrics:
- Marcus Cornelius M. f. M. n. Cethegus, pontifex màxim, censor el 209 i cònsol el 204 aC.[91]
- Gaius Cornelius L. f. M. n. Cethegus, cònsol el 197 aC i censor el 194 aC, cosí de l'anterior.
- Publius Cornelius L. f. P. n. Cethegus, cònsol el 181 aC.
- Publius Cornelius Cethegus, pretor el 184 aC.[92]
- Marcus Cornelius C. f. C. n. Cethegus, cònsol el 160 aC.
- Lucius Cornelius Cethegus, va donar suport a una proposta del tribú Luci Escriboni Libó per qüestionar l'actuació de Servi Sulpici Servi Galba el 149 aC.[93][94]
- Publius Cornelius Cethegus, partidari de Gai Mari, perdonat per Sul·la el 83 aC.
- Gaius Cornelius Cethegus, va participar en la segona conspiració de Catilina, el 63 aC.
- Servius Cornelius Cethegus, cònsol l'any 24.[1]
- Marcus Gavius Cornelius Cethegus, cònsol l'any 170.

### Cornelii Merulae
La paraula Merula és el nom d'un ocell de plumatge negre (merla). La branca dels Merulae van començar a destacar a començaments del segle ii aC.
Personatges històrics:
- Lucius Cornelius L. f. Merula, pretor urbà el 198 aC i cònsol el 193 aC.[95]
- Gnaeus Cornelius Merula, nomenat llegat pel senat per resoldre una disputa sobre la sobirania de Xipre l'any 162 aC.
- Lucius Cornelius Merula, edil curul el 161 aC.[96]
- Lucius Cornelius Merula, Flamen Dialis i cònsol suffectus el 87 aC.

### Cornelii Cinnae
La branca dels Cornelii Cinnae van destacar des de finals del segle ii aC fins a començaments de l'imperi.
Personatges històrics:
- Lucius Cornelius L. f. Cinna, cònnsol el 127 aC.[1]
- Lucius Cornelius L. f. L. n. Cinna, cònsol el 87 aC (deposat) i del 86 aC fins al 84 aC.
- Cornelia L. f. L. n. Cinna, filla del cònsol el 87 aC i esposa de Juli Cèsar.
- Lucius Cornelius L. f. L. n. Cinna, pretor el 44aC i cònsol suffectus el 32 aC.
- Cornelius (L. f. L. n.) Cinna, questor de Publi Corneli Dolabel·la contra Marc Juni Brut.[97][98]
- Gnaeus Cornelius Cinna Magnus, cònsol de l'any 5.

### Cornelii Balbi
La branca dels Cornelii Balbi no eren, parlant amb propietat, de la gens Cornelia, ja que el primer d'ells no era romà sinó nadiu de Gades. El cognom d'aquest primer membre devia sonar semblant al llatí Balbus, que vol dir «quequejar».
Personatges històrics:
- Lucius Cornelius Balbus, cònsol suffectus el 40 aC.
- Publius Cornelius Balbus, germà de l'anterior.[1]
- Lucius Cornelius P. f. Balbus, procònsol d'Àfrica el 21 aC, va triomfar sobre els garamants.

### AltresCorneliidurant la República
- Publius Cornelius, tribú amb potestat consular els anys 389 aC i 385 aC
- Publius Cornelius Calussa, pontífex màxim c.330 aC.[99]
- Servius Cornelius P. f. Ser. n. Merenda, cònsol el 274 aC.
- Publius Cornelius Merenda, candidat a cònsol el 217 aC
- Aulus Cornelius Mammula, pretor a Sardnya el 217 aC i propretor el 216 aC
- Aulus Cornelius Mammula, pretor a Brútium el 191 aC i propretor el 190 aC.[99]
- Publius Cornelius Mammula, pretor a Sicília 180 aC.[22]
- Gnaeus Cornelius, flamen dialis el 174 aC.[100]
- Marcus Cornelius Mammula, enviat el 173 aC a Macedònia i Egipte.
- Cornelius, un escriba durant la dictadura de Sul·la i qüestor en temps de Cèsar.[101]
- Cornelius Phagita, va capturar Cèsar quan va ser proscrit per Sul·la el 82 BC.[102][103]
- Gaius Cornelius, qüestor de Gneu Pompeu i tribú de la plebs el 67 aC.
- Gaius Cornelius, un dels conspiradors de Catilina el 63 aC.[104][105]
- Publius Cornelius, tribú de la plebs el 51 aC.[106]
- Cornelius, un centurió de l'exèrcit d'Octavianus el 43 aC, enviat a Roma a reclamar el títol de cònsol per al seu general.[107]
- Gaius Cornelius Gallus, poeta i prefecte a Egipte el 30 aC. De procedència gal·la i probablement beneficiari de manumissió per un dels Cornelii Cinnae o Sullae[1]

### AltresCorneliidurant l'Imperi

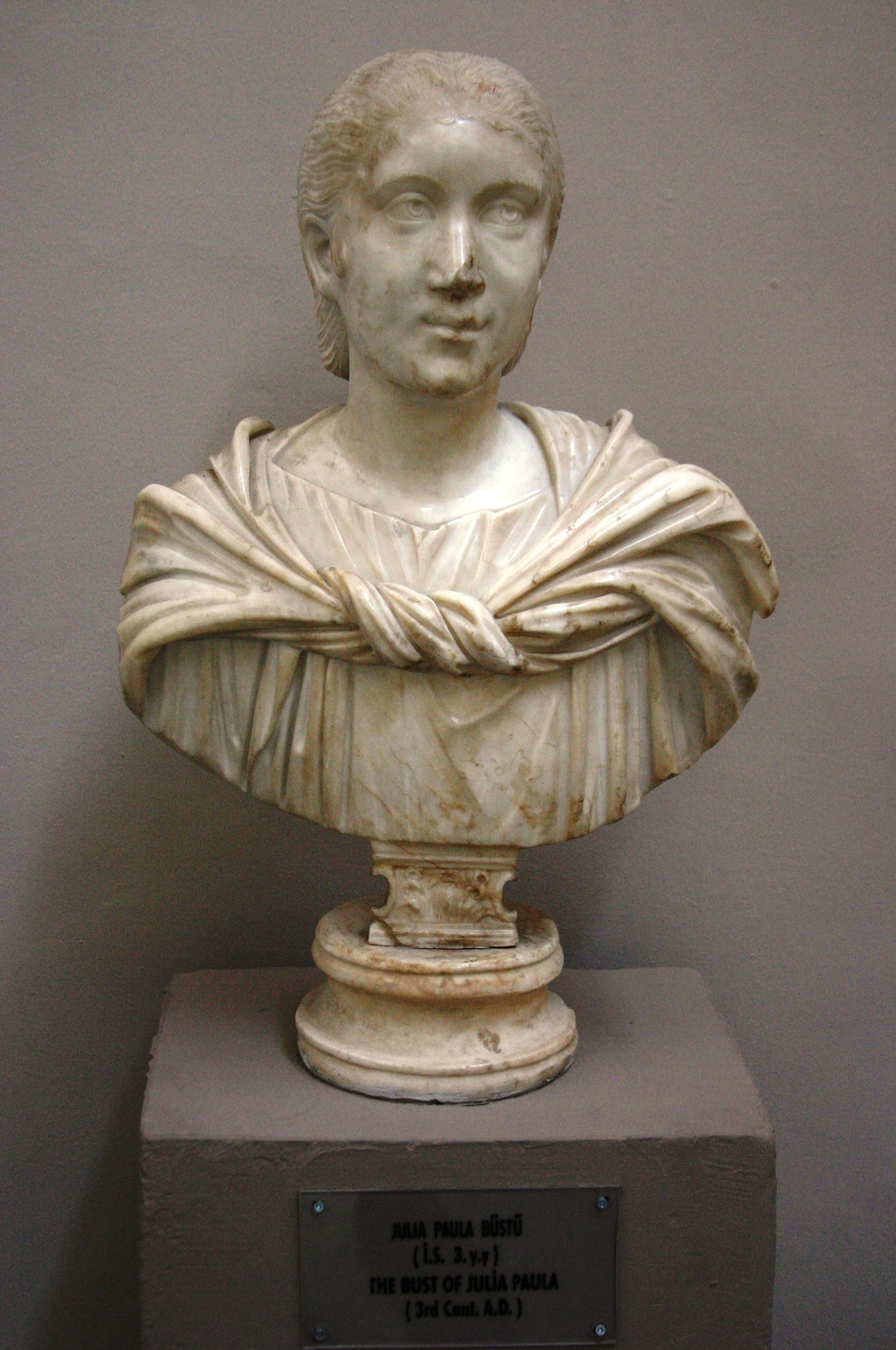
emperadriu Julia Cornelia Paula

- Cornelius Tlepolemus, pintor de Cibyra a Sicília, el qul va estar al servei de Verres. Cicerò va dir d'ell que era un dels canes venatici («gossos de caça») de Verres.[108]
- Cornelius Nepos, historiador contemporani a Ciceró.
- Cornelius Severus, poeta en temps d'August.[1]
- Aulus Cornelius Celsus, famós escriptor sobre medicina, probablement urant la primera part de segle I
- Cornelius Tuscus, historiador del qui en parla Sèneca; va acusar Mamercus Aemilius Scaurus de majestas l'any 34.[109][110]
- Cornelius Fuscus, general a favor de Vespasià.
- Cornelius Fuscus, probablement fill del general, esmentat per Plini.[111]
- Cornelius Martialis, va servir en l'exèrcit de Titus Flavius Sabinus, va morir en l'incendi del Capitoli, l'any 69.[112]
- Cornelius Laco, prefecte de la guàrdia pretoriana en temps de l'emperador Galba,els anys 69-70.
- Gaius Cornelius Tacitus, historiador a finals el segle i.[1]
- Aulus Cornelius Palma, cònsol l'any 99 i el 109, mort per ordre d'Adria el 117.
- Servius Cornelius, jurista de l'època d'Adria.[1]
- Marcus Cornelius Fronto, famós orador, cònsol suffectus l'any 143.[1]
- Cn. Cornelius Severus, cònsol l'any 152.
- Julia Cornelia Paula, emperadriu i primera esposa d'Elagàbal, del 219 fins al 220.
- Titus Cornelius Celsus, un dels trenta tirans esmentats per Trebellius Pollio a la Història Augusta.